# Melongena pirum
Melongena pirum là một loài ốc biển, là động vật thân mềm chân bụng sống ở biển thuộc họ Melongenidae.